# Lem Sogn (Ringkøbing-Skjern Kommune)
 For alternative betydninger, se Lem Sogn. (Se også artikler, som begynder med Lem Sogn)
Lem Sogn er et sogn i Ringkøbing Provsti (Ribe Stift).
Lem Sydsogns Kirke blev i 1932 indviet som filialkirke til Sønder Lem Kirke. I 1931 var Lem Sydsogn Kirkedistrikt med stationsbyen Lem oprettet i Sønder Lem Sogn, som hørte til Bølling Herred i Ringkøbing Amt. Sønder Lem sognekommune inkl. kirkedistriktet blev ved kommunalreformen i 1970 indlemmet i Ringkøbing Kommune, der ved strukturreformen i 2007 indgik i Ringkøbing-Skjern Kommune.
Da kirkedistrikterne blev nedlagt 1. oktober 2010, blev Lem Sydsogn Kirkedistrikt udskilt som det selvstændige Lem Sogn.
Stednavne, se Sønder Lem Sogn.